# Bessenyei István (szociológus)
Bessenyei István (Nagyvárad, 1943. január 26. –) magyar pedagógus, szociológus.

## Tanulmányai
- Ady Endre Gimnázium, Sarkad
- Kossuth Lajos Tudományegyetem, Debrecen, orosz-német szak
- Eötvös Loránd Tudományegyetem, Budapest, szociológia

## Fő munkahelyei
- ELTE Szociológia Tanszék
- Országos Közoktatási Intézet
- Oktatáskutató és Fejlesztő Intézet
- Soproni Egyetem Közgazdasági Kar

## Válogatott bibliográfia
- Bessenyei István. Körülöttünk a történelem – Alsó tagozatos általános iskolai munkafüzet. Őstörténet, családtörténet szülőknek, gyerekeknek, pedagógusoknak, 4-5. osztály, 2., 1–148. o. [1984] (1993)
- Die	Hochschulpolitik in Österreich und Ungarn, 1945-1995: Modernisierungsmuster im Vergleich Lang, 1996, p.314 (Josef Melchiorral) Die Hochschulpolitik in Österreich und Ungarn, 1945-1995: Modernisierungsmuster im Vergleich Lang, 1996, p.314 (Josef Melchiorral)
- A magyar gazdaság versenyképessége és az oktatás. A magyar, az osztrák és a holland helyzet összehasonlítása.(Mártonfi	Györggyel) 	BKE, "Versenyben a világgal" c. projekt, 1997, p. 118 Microsoft Word - Z21 Bessenyei_Mártonfi.doc (uni-corvinus.hu)
- Tanulási rendszerek az információs társadalomban. Tények, remények, utópiák. Válogatott tanulmányok, 1997-2019. Demokratikus Ifjúságért Alapítvány, Budapest, 2023, p. 238 https://drive.google.com/file/d/1utoT7eW_T8reVBFh6f9j_zeflS81LtY4/view
- Ember, gép, tanulás. Educatio 29 (2) pp. 279-285. (2020) https://akjournals.com/view/journals/2063/29/2/article-p279.xml
- Egységesítés és egyénítés a tanulási rendszerekben. Educatio 31 (4), pp. 658-663. 2022 https://akjournals.com/view/journals/2063/31/4/article-p658.xml
- PISA2025: hagyomány, reform, utópia. Új Pedagógiai Szemle 2024/1-2, pp. 100-105. (2025) https://upszonline.hu/index.php?article=740102014
- A GPT mint házitanító. Educatio 33 (1), pp. 81–85 (2024)